# NGC 6381
NGC 6381 este o galaxie spirală situată în constelația Dragonul. A fost descoperită în 7 iulie 1885 de către Lewis A. Swift.